# 横浜文化賞
横浜文化賞（よこはまぶんかしょう）は、横浜市が、文化の向上及び発展に寄与することを目的とし、横浜市の芸術、学術、教育、社会福祉、医療、産業、スポーツ振興等の文化の発展に尽力し、その功績が顕著な個人・団体に贈る賞。1952年に最初の受賞者4名に授与されて以来、毎年数組が受賞している。1991年の第40回以降には、各分野の若手を対象とする奨励賞が設けられるようになった。このほか、特別賞が贈られたことがある。

## 受賞者
- 第1回（1952年：昭和27年度） - 鈴木達治（教育）、井上良斎（芸術）、飯田九一（芸術）、中村拓（学術）
- 第2回（1953年：昭和28年度） - 佐藤善次郎（教育）、横浜交響楽団（芸術）、野村洋三・野村美智子（一般文化）、都筑中川農業協同組合（一般文化）
- 第3回（1954年：昭和29年度） - 中根環堂（教育）、朝比奈貞一（学術）、外山鋭雄（産業）、横浜美術協会（芸術）
- 第4回（1955年：昭和30年度） - 前田幸太郎（教育）、児玉威（学術）、中村順平（建築）、藤崎万吉（園芸）
- 第5回（1956年：昭和31年度） - 田尻常雄（教育）、高木逸磨（学術・教育）、安芸杏一（土木）、横浜華道協会（一般文化）
- 第6回（1957年：昭和32年度） - 田沼志ん（教育）、関重雄（学術）、木下孝則（芸術）、横浜三曲連盟（芸術）
- 第7回（1958年：昭和33年度） - 富山保（教育）、丹波恒夫（文化）、岡本一郎（産業）
- 第8回（1959年：昭和34年度） - 高木君（教育）、三橋嘉一（教育）、高間惣一（芸術）、横浜葡萄座（芸術）
- 第9回（1960年：昭和35年度） - オリブ・アイ・ハヂス（教育）、天野修一（産業）、鈴木吉五郎（園芸）、横浜木曜会（芸術）
- 第10回（1961年：昭和36年度） - 神名勉聡（教育）、板沢亀吉（産業）、佐伯藤之助（文化）、小島一谿（文化）
- 第11回（1962年：昭和37年度） - 斎藤孝忠（教育）、清水藤太郎（学術）、戸崎仙之助（産業）、チャールス・ヘンリー・モース（一般文化）、横浜書作協会（芸術）
- 第12回（1963年：昭和38年度） - 黒土四郎（教育）、ジョン・E・ラフィン（一般文化）、和島誠一（学術）、横浜演劇研究所（芸術）
- 第13回（1964年：昭和39年度） - 米田吉盛（教育）、岩宮政雄（産業）、大野林火（芸術）、平塚武二（芸術）、日本水上学園・日本水上学校（社会福祉）
- 第14回（1965年：昭和40年度） - 坂田祐（教育）、安川数太郎（教育学術）、川村信雄（芸術）、千葉四郎（産業）、磯野庸幸（一般文化）
- 第15回（1966年：昭和41年度） - 長谷川雷助（教育）、宮代彰（教育）、藤井林右衛門（産業）、小船幸次郎（芸術）、八十島外衛（芸術）、ヘルマン・グラウエトル（一般文化）
- 第16回（1967年：昭和42年度） - 白山源三郎（教育）、高野巳之助（音楽教育・民生）、飯岡幸吉（芸術）、松岡長一郎（医療）、古坂明詮（社会福祉）
- 第17回（1968年：昭和43年度） - ヘレン・ルース・ザンダー（教育）、三橋喜久雄（学術）、樫田文（音楽教育）、五十嵐貞蔵（医療）、横浜能楽連盟（芸術）
- 第18回（1969年：昭和44年度） - 広田兼敏（スポーツ振興）、三宅洋一郎（音楽教育）、宮島肇（青少年教育）、柳瀬省吾（産業）、横浜茶道連盟（芸術）
- 第19回（1970年：昭和45年度） - 黒沢清（教育）、高橋吉五郎（産業）、中島清之（芸術）、松倉恒夫（教育）、村岡三郎（国際交流）
- 第20回（1971年：昭和46年度） - 秋元不死男（芸術）、飛鳥田喜一（法曹及び教育）、白井模平（教育）、橋本東（産業）、社団法人横浜勤労青少年福祉協会（社会福祉）
- 第21回（1972年：昭和47年度） - 石井光太郎（郷土史）、杵屋はつ栄（芸術）、須藤求（スポーツ振興）、富田富士雄（社会教育）、渡辺はま子（国際親善）
- 第22回（1973年：昭和48年度） - 石橋志う（社会福祉）、近藤東（芸術）、三宅秋太（産業）、李家孝（一般文化）
- 第23回（1974年：昭和49年度） - 今村幾太（教育・社会福祉）、坂田武雄（産業）、佐藤美子（芸術）、平野恒（社会福祉）、藤野千萬樹（産業）、松本武雄（教育）
- 第24回（1975年：昭和50年度） - 井上信道（芸術）、榊原勇吉（医療）、千野純次（体育）、メリー・K・バレンタイン（教育）、山根一夫（芸術）
- 第25回（1976年：昭和51年度） - 扇谷義男（芸術）、藤井安雄（医学）、堀万吉（文化活動）、村山拡也（芸術）、山口久像（スポーツ振興）、財団法人横浜キリスト教青年会（社会教育）
- 第26回（1977年：昭和52年度） - 木田甲太郎（陶芸・社会福祉）、志村計介（芸術）、高谷道男（一般文化）、中田喜直（芸術）、柳原良平（文化活動）
- 第27回（1978年：昭和53年度） - 赤地友哉（芸術）、筒井佐太郎（産業）、松信泰輔（文化活動）、山口辰男（産業）、横浜オラトリオ協会（芸術）
- 第28回（1979年：昭和54年度） - 太田里子（芸能）、小串靖夫（産業）、小高一朗（文化活動）、榊田桂（医療）、山田一雄（芸術）
- 第29回（1980年：昭和55年度） - 江森喜章（社会福祉）、生野文子（地域活動）、神保勝世（教育）、高木東六（芸術）、馬偉鴻（国際親善）
- 第30回（1981年：昭和56年度） - 岩崎春子（一般文化）、岡田良生（医療）、久保井朗童（伝統技術）、坂本壽（産業）、須藤英雄（社会福祉）
- 第31回（1982年：昭和57年度） - 岩田栄之助（芸術）、大谷高子（教育）、小玉三代司（園芸）、日野綾子（国際交流）、三木芳（社会福祉）
- 第32回（1983年：昭和58年度） - 熊田正春（医療）、西田勇（園芸）、藤澤藤一（産業）、古沢太穂（芸術）、門司亮（社会福祉）
- 第33回（1984年：昭和59年度） - 奥村泰宏（芸術）、金子正（教育）、川口正英（園芸）、福田恒一（医療）、山本斉月（芸術）
- 第34回（1985年：昭和60年度） - 安藤寅三（国際親善）、奥田良三（芸術）、瀬川清一（伝統工芸）、堀内重忠（産業）、宮崎晉（社会福祉）、マーガレット・H・ウェルズ（特別賞国際交流）
- 第35回（1986年：昭和61年度） - 内田四方蔵（郷土史）、遠藤典太（芸術）、黒沢信吾（教育）、棚田勝次（産業）、吉田衛（一般文化）
- 第36回（1987年：昭和62年度） - 大岡實（学術）、岡部巌夫（医療）、加藤衛（文化活動）、咲寿武道（産業）、堀愛泉（芸術）
- 第37回（1988年：昭和63年度） - 大木金藏（産業）、小泉作三（教育）、清水末雄（スポーツ振興）、高橋輝一郎（医療）、山田今次（芸術）
- 第38回（1989年：平成元年度） - 五十嵐義昌（産業）、川口良平（医療）、國領經郎（芸術）、土屋弘吉（学術）、本田玉江（文化活動）
- 第39回（1990年：平成2年度） - 有瀧光三（産業）、市橋とし子（伝統工芸）、江藤正一（教育）、熊澤正一（芸術）、山岡優子（芸術）
- 第40回（1991年：平成3年度） - 江見絹子（芸術）、桂歌丸（文化活動）、熊田千佳慕（芸術）、宍戸昌夫（学術）、濱野三郎（社会福祉）、藤本せつ子（教育）、矢野節道（地域活動）、横浜室内楽協会（芸術）
  - （文化・芸術奨励賞）- 黒田茂樹（芸術）、YOKOHAMA 本牧ジャズ祭（文化）
- 第41回（1992年：平成4年度） - 大滝紀雄（学術）、岡本彌壽子（芸術）、奥澤正男（産業）、加藤増夫（医療）、小嶋恒（園芸）、田邊謙輔（芸術）、三宅春惠（芸術）、横山健一（国際交流）
  - （文化・芸術奨励賞）- 三橋貴風（芸術）、渡邊和三（スポーツ）
- 第42回（1993年：平成5年度） - 有馬真喜子（女性の地位向上）、アルビン・D・クックス（国際交流）、石本美由起（芸術）、黒土創（教育）、斎藤義重（芸術）
  - （文化・芸術奨励賞）- 横山幸雄（芸術）、野毛大道芸（芸能）
- 第43回（1994年：平成6年度） - 上野豊（産業）、岸惠子（文化）、佐伯輝子（医療）、高井修道（教育）、森下一男（社会福祉）、八十島義之助（街づくり）
  - （文化・芸術奨励賞）- 伊藤惠（芸術）、明治大学横浜会（社会福祉）
- 第44回（1995年：平成7年度） - 高木文雄（産業）、手束和之（医療）、遠山茂樹（学術）、福寿祁久雄（文化）、八幡光一（文化）、横浜シティオペラ（芸術）
  - （文化・芸術奨励賞）- 原田節（芸術）
- 第45回（1996年：平成8年度） - 新井清太郎（産業）、木村尚三郎（文化）、ジェラルディーン・ウィルコックス（国際交流）、横浜音楽協会（文化）、若月芳一（教育）
  - （文化・芸術奨励賞）- 五大路子（芸術）、横浜中華街「街づくり」団体連合協議会（街づくり）
- 第46回（1997年：平成9年度） - 池田敬子（スポーツ振興）、西丸與一（医療）、野並豊（産業）、野村東太（教育）、浜口タカシ（芸術）
  - （文化・芸術奨励賞）- 齋藤和美（一般文化）、枡野俊明（一般文化）
- 第47回（1998年：平成10年度） - 大野一雄（芸術）、川本譲次（産業）、中谷龍一（芸術）、藤木幸夫（スポーツ振興）、山崎有一郎（文化）
  - （文化・芸術奨励賞）- 宮田まゆみ（芸術）、ヨコハマ映画祭実行委員会（文化）
  - （横浜文化賞スポーツ特別賞） - 神奈川大学陸上競技部駅伝チーム、関東学院大学ラグビー部、横浜高等学校硬式野球部、横浜ベイスターズ
- 第48回（1999年：平成11年度） - 穐吉敏子（芸術）、金子保雄（教育）、兼高かおる（文化）、長崎源之助（文化）、前田直蔵（福祉）、山中雪人（芸術）
  - （文化・芸術奨励賞）- ロコサトシ（芸術）
- 第49回（2000年：平成12年度） - 赤堀郁彦（芸術）、ケネス・バトラー（教育）、鈴木潔（医療）、原範行（産業・文化）、松本陽一（街づくり）
  - （文化・芸術奨励賞）- 赤い靴記念文化事業団（文化）、横浜F・マリノス（スポーツ振興）、渡邊令恵（文化）
  - （横浜文化賞学術特別賞） - 白川英樹
- 第50回（2001年：平成13年度） - 岩宮浩（産業）、遠藤啄郎（芸術）、兵藤和男（芸術）、牧野昇（文化）
  - （文化・芸術奨励賞）- ヒダノ修一（芸術）、森日出夫（芸術）
- 第51回（2002年：平成14年度） - 須加五々道（芸術）、高杉暹（学術）、D・トスカン（文化）、鶴岡博（文化）、内藤哲夫（医療）
  - （文化・芸術奨励賞）- ダ・カーポ（芸術）、水原紫苑（芸術）
- 第52回（2003年：平成15年度） - 内山陸雄（社会福祉）、常盤とよ子（芸術）、丸岡澄夫（文化）、和田昭允（学術）
  - （文化・芸術奨励賞）- 大倉山水曜コンサート（文化）、柳澤涼子（芸術）
- 第53回（2004年：平成16年度） - 高村直助（学術）、玉置宏（文化）、山本東次郎家一門（芸術）、吉田孝古麿（芸術）、平松一朗（産業・文化）
  - （文化・芸術奨励賞）- 蟻川謙太郎（学術）、ゆず（芸術）
- 第54回（2005年：平成17年度） - 小林重敬（学術）、平野邦雄（学術）、山本貞（芸術）、池森賢二（産業・社会福祉）、川上三寳（技能文化）
  - （文化・芸術奨励賞）- 岡田利規（芸術）、辻直之（芸術）
- 第55回（2006年：平成18年度） - 飯田克衛（芸術）、齋藤龍（芸術）、高橋志保彦（学術）、村主章枝（スポーツ）、日浦美智江（社会福祉）
  - （文化・芸術奨励賞）- 瀬川晶司（文化）、中村高寛（芸術）
- 第56回（2007年：平成19年度） - 小山内美江子（文化）、財団法人神奈川フィルハーモニー管弦楽団（芸術）、北原照久（文化）、森内俊之（文化）、松田昌士（産業）
  - （文化・芸術奨励賞）- 伊藤有壱（芸術）、三浦はつみ（芸術）
- 第57回（2008年：平成20年度） - 石井幹子（芸術）、中西準子（学術）、林敬二（芸術）、チャンドル・G・アドバニ（産業）、中村礼子（スポーツ）
  - （文化・芸術奨励賞）- 伊藤キム（芸術）、岡部友彦（芸術）
- 第58回（2009年：平成21年度） - 草笛光子（芸術）、中上清（芸術）、小林光政（まちづくり）、高山和彦（社会福祉）、西田義博（産業）
  - （文化・芸術奨励賞）- 立川生志（芸術）、横浜バロック室内合奏団（芸術）
- 第59回（2010年：平成22年度） - 内海孝（学術）、三橋貴風（芸術）、宮崎輝生（芸術）、岩崎幸雄（社会・教育）、横浜の空襲を記録する会（社会）
  - （文化・芸術奨励賞）- 庄崎隆志（芸術）、山田和樹（芸術）
- 第60回（2011年：平成23年度） - 池辺晋一郎（芸術）、斎藤友佳理（芸術）、水野慶一郎（医療）、横浜市民プラザ（社会）、渡辺元智（スポーツ振興）
  - （文化・芸術奨励賞）- BankART1929（芸術）、山根一仁（芸術）
- 第61回（2012年：平成24年度） - 五大路子（芸術）、水野佐知香（芸術）、サンディエゴ横浜姉妹都市協会（国際交流）、嶋田昌子（地域活動）[2]、林兼正（まちづくり）
  - （文化・芸術奨励賞）- 石田泰尚（芸術）、矢内原美邦（芸術）
- 第62回（2013年：平成25年度）[3][4] - 小林武史（芸術）、澄川喜一（芸術）、中村恩恵（芸術）、上田國昭・上田克子（美術振興）、横浜市鳶工業連合会（社会貢献）
  - （文化・芸術奨励賞）- 曽谷朝絵（芸術）、横浜シンフォニエッタ（芸術）
- 第63回（2014年：平成26年度）[5] - 加藤祐三（学術）、別所哲也（芸術）、淺海武夫（社会貢献）、須藤照彦（スポーツ振興）、NPO法人在日外国人教育生活相談センター・信愛塾（社会貢献）
  - （文化・芸術奨励賞）- 大江馨（芸術）、藤田貴大（芸術）
- 第64回（2015年：平成27年度）[6] - 黒沢清（文化・芸術）、横浜混声合唱団（芸術）、飛鳥田一朗（社会福祉）、奥寺康彦（スポーツ振興）、岸根囃子連（社会貢献）
  - （文化・芸術奨励賞）- 毛利文香（芸術）、山川冬樹（芸術）
- 第65回（2016年：平成28年度）[7] - 田邊哲人（美術振興・学術）、鈴木榮治（技能文化）、松永春（社会貢献）、山野真悟（社会貢献）
  - （文化・芸術奨励賞）- 川瀬賢太郎（芸術）、栗栖良依（文化）
- 第66回（2017年：平成29年度）[8] - 新垣勉（芸術）、五味文彦（学術）、横浜少年少女合唱団（芸術）、フランソワ・ウビダ（国際交流）、三浦大輔（スポーツ）
  - （文化・芸術奨励賞）- 新井卓（芸術）、阪田知樹（芸術）
- 第67回（2018年：平成30年度）[9] - 近藤良平（芸術）、中川憲造（学術）、横浜市民広間演奏会（芸術）、平山健雄（技能文化）、六川勝仁（まちづくり）
  - （文化・芸術奨励賞）- 大関万結（芸術）、藤原徹平（文化）
- 第68回（2019年：令和元年度）[10] - 劇団四季（芸術）、平出揚治（文化）、吉田鋼市（学術）、北村宏（まちづくり）、木原ゆり子（社会貢献）
  - （文化・芸術奨励賞）- 淺井裕介（芸術）、梶原俊幸（文化）
- 第69回（2020年：令和2年度）[11] - 逢坂恵理子（文化）、前田正博（芸術）、槇文彦（文化）、山口宏（スポーツ振興）、𠮷田奈美子（社会貢献）
  - （文化・芸術奨励賞）- 沖香菜子（芸術）、渡辺篤（芸術）
- 第70回（2021年：令和3年度） - 齋藤香坡（芸術）、鈴木靖民（学術）、濱口竜介（芸術）、三浦はつみ（芸術）、大日方邦子（スポーツ振興）
  - （文化・芸術奨励賞）- さとうりさ（芸術）、特定非営利活動法人ハマのJACK（芸術）